# Alejandro Murat Hinojosa

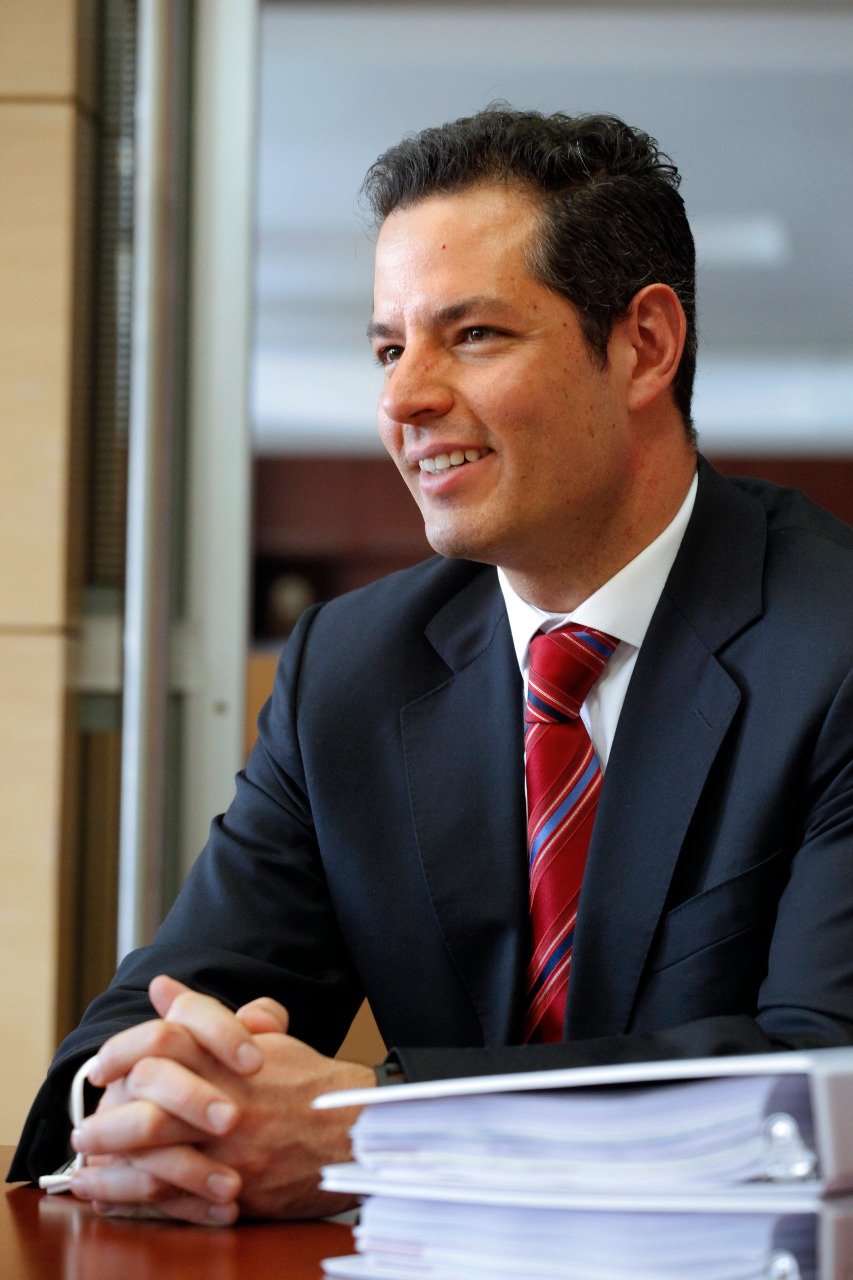
Alejandro Murat Hinojosa, 2019

Alejandro Murat Hinojosa (* 4. August 1975) ist ein mexikanischer Politiker, welche der sozialdemokratischen Partei der Institutionellen Revolution angehört. Er wurde 2016 zum Gouverneur des mexikanischen Bundesstaates Oaxaca gewählt und trat sein Amt am 1. Dezember 2016 an.

## Leben
2001 schloss Murat sein Studium der Rechtswissenschaften am Instituto Tecnológico Autónomo de México ab. 2004 folgt ein Master-Abschluss in Rechtswissenschaften an der amerikanischen Columbia University.
Murat arbeitete zunächst als Stellvertreter im Kongress der Union, bis er eine freie Stelle als Bundesabgeordneter von Jorge Ortiz Alvarado nach dessen Rücktritt am 28. Oktober 2004 erhalten hatte. Er wurde daraufhin im März 2005 Präsident einer politischen Sonderkommission, die sich für Wettbewerbsfähigkeit und regionaler Weiterentwicklung (Spanisch: Especial de Competitividad y Desarrollo Regional) einsetzte.
Von 2007 bis 2009 war er Generaldirektor des Instituto Nacional Electoral, das Immobilien- und Grundstückstransaktionen überwacht; von 2009 bis 2011 wurde Murat in die Leitung das mexikanischen, öffentlich-rechtlichen Fernseh-Rundfunks Sistema de Radio y Televisión Mexiquense berufen.
Daraufhin wurde er von 2012 bis 2015 Leiter des mexikanischen Instituts für Nationalen Wohnungsfonds für Arbeitnehmer (Instituto del Fondo Nacional de la Vivienda para los Trabajadores).
Im Februar 2015 wurde er und seine Familie Teil einer kritischen Reportage der New York Times, die zahlreiche Immobilieninvestitionen der Familie in den USA offenlegte und einen möglichen politischen Interessenkonflikt thematisierte.
Murat trat 2015 von seinem Amt zurück, um bei der Gouverneurs-Wahl des mexikanischen Bundesstaates Oaxaca anzutreten. Er gewann die Wahl im Juni 2016 und trat sein Amt am 1. Dezember 2016 an.

## Persönliches
Sein Vater, José Murat Casab, war ebenfalls ein PRI-Politiker, der von 1998 bis 2004 als Gouverneur von Oaxaca amtierte. Murat ist mit der politischen Aktivistin Ivette Murat verheiratet, mit welcher er vier Kinder hat.
Im Februar 2018 überlebte er während eines Erdbebens im Südosten Mexicos einen Hubschrauberabsturz.